# Тирозин
Тирозин (съкратено Tyr или Y) или 4-хидроксифенилаланин е една от 20-те протеиногенни аминокиселини. Нейните кодони са UAC и UAU. Тя е заменима аминокиселина с полярна група в страничната верига. Названието „тирозин“ произлиза от гръцката дума tyri, означаваща сирене, и дадено на аминокиселината от германския химик Юстус фон Либих през 1846 г. след откриването ѝ в протеина казеин, съдържащ се в сиренето, както и във всички млечни продукти. Нарича се тирозил когато се отнася за функционална група или странична верига.

## Функции
Освен че е протеиногенна аминокиселина, той притежава уникалната за аминокиселините фенолна група. Най-често се среща при протеини, които са част от процесите на сигнална трансдукция. Също така играе ролята на приемник за фосфатни групи, които се пренасят от ензими протеин кинази или т.нар. рецепторни тирозин кинази. Фосфорилирането на фенолната хидроксилна група променя активността на прицелния протеин.
Тирозинът има също важна роля в процеса фотосинтеза. В хлоропластите (фотосистема II) действа като донор на електрони при редукцията на окисления хлорофил. При този процес той претърпява депротониране на фенолната си хидроксилна група. Полученият радикал впоследствие се редуцира във фотосистема II от четириядрения манганов комплекс.

## Хранителни източници
Въпреки че е заменима аминокиселина, той се среща в много високопротеинни хранителни продукти: соя, пилешко месо, пуешко месо, риба, фъстъци, бадеми, авокадо, мляко, сирене, кисело мляко, тиквени семки, сусамово семе, банани и др. Набавянето на тирозин може да се подсигури и чрез хранителни добавки.

## Биосинтеза
В растенията и повечето микроорганизми, тирозинът се синтезира от шикимова киселина през междинния метаболит префенова киселина.
Бозайниците синтезират тирозин от незаменимата аминокиселина фенилаланин, получена от храната. Превръщането на фенилаланин в тирозин се катализира от ензима фенилаланин хидроксилаза, който е монооксигеназен ензим. Този ензим катализира добавянето на хидроксилна група към четвъртия въглероден атом на ароматното ядро в страничната верига на фенилаланина, превръщайки го в тирозин.

## Метаболизъм

### Прекурсор на невротрансмитери и хормони
В допаминергичните клетки на мозъка, тирозинът се превръща в леводопа от ензима тирозин хидроксилаза. Този ензим е скоростоопределящ за синтезирането на невротрансмитера допамин. След това от допаминът се получават катехоламините адреналин (епинефрин) и норадреналин (норепинефрин).
Тироидните хормони трийодтиронин (Т3) и тироксин (Т4) също се синтезират от тирозин в колоидното вещество на щитовидната жлеза.

### Прекурсор на пигменти
Тирозинът е прекурсор на пигмента меланин.

### Прекурсор на алкалоиди
В млечния сок от цветната кутийка на растението сънотворен мак (Papaver somniferum), се извършва активна биосинтеза на алкалоида морфин от аминокиселината, като това е доказано с C14 радиоизотоп-маркиран тирозин за проследяване на in vivo синтетичния път.
Алкалоидът мескалин, срещащ се в различни видове кактуси, също се получава от тирозин.

### Фосфорилиране и сулфониране
Някои от тирозиновите остатъци в протеините могат да бъдат „маркирани“ с фосфатна група (фосфорилирани) от протеин кинази, като продукта се нарича фосфотирозин. Фосфорилирането на тирозин се смята за една от най-важните стъпки в сигналната трансдукция и регулация на ензимната активност. Тирозиновите остатъци могат също да бъдат модифицирани и с прибавянето на сулфатна група, процес наречен тирозиново сулфониране. Той се катализира от ензима тирозилпротеин сулфотрансфераза.

### Разграждане
Разпадането на L-тирозин започва с α-кетоглутарат зависимо трансаминиране, чрез тирозин трансаминаза, до p-хидроксифенилпируват. Следващата окислителна стъпка е катализирана от p-хидроксифенилпируват диоксигеназа, която отделя въглероден диоксид (CO2) и хомогентизат (2,5-дихидроксифенил-1-ацетат). За отварянето на ароматния пръстен на хомогентизата е необходим още един ензим - хомогентизат оксигеназа, така чрез вмъкването на още една молекула кислород (O2) се получава малеилацетоацетат. От него чрез малеилацетоацетат-cis-trans-изомераза се постига завъртане на тази карбоксилна група получена при окислението на едната от двете изходни хидроксилни групи. Тази cis-trans-изомераза съдържа глутатион като коензим. Полученият фумарилацетоацетат се разделя от фумарилацетоацетат хидролаза чрез добавянето на молекула вода. Вследствие на тази крайна стъпка се получават метаболитите фумарат и ацетоацетат. Ацетоацетата е кетонно тяло, което се активира от сукцинил-CoA и така да се трансформира в ацетил-CoA, който се окислява в цикъла на Кребс или се влкючва в синтеза на мастни киселини.